# Morfeo e Iris
Morfeo e Iris, o Morfeo e Iride (in francese Morphée et Iris; in russo Морфей и Ирида?, Morfej i Irida), è un dipinto a olio del pittore francese Pierre-Narcisse Guérin, esponente del neoclassicismo; realizzato nel 1811 è attualmente conservato al museo dell'Ermitage di San Pietroburgo.
Quest'opera, che si ispira alla mitologia greca, è realizzata in puro stile neoclassico. La composizione ricorda i tre personaggi dell'Aurora e Cefalo (1810), tela dello stesso autore e oggi conservata al museo del Louvre.

## Storia

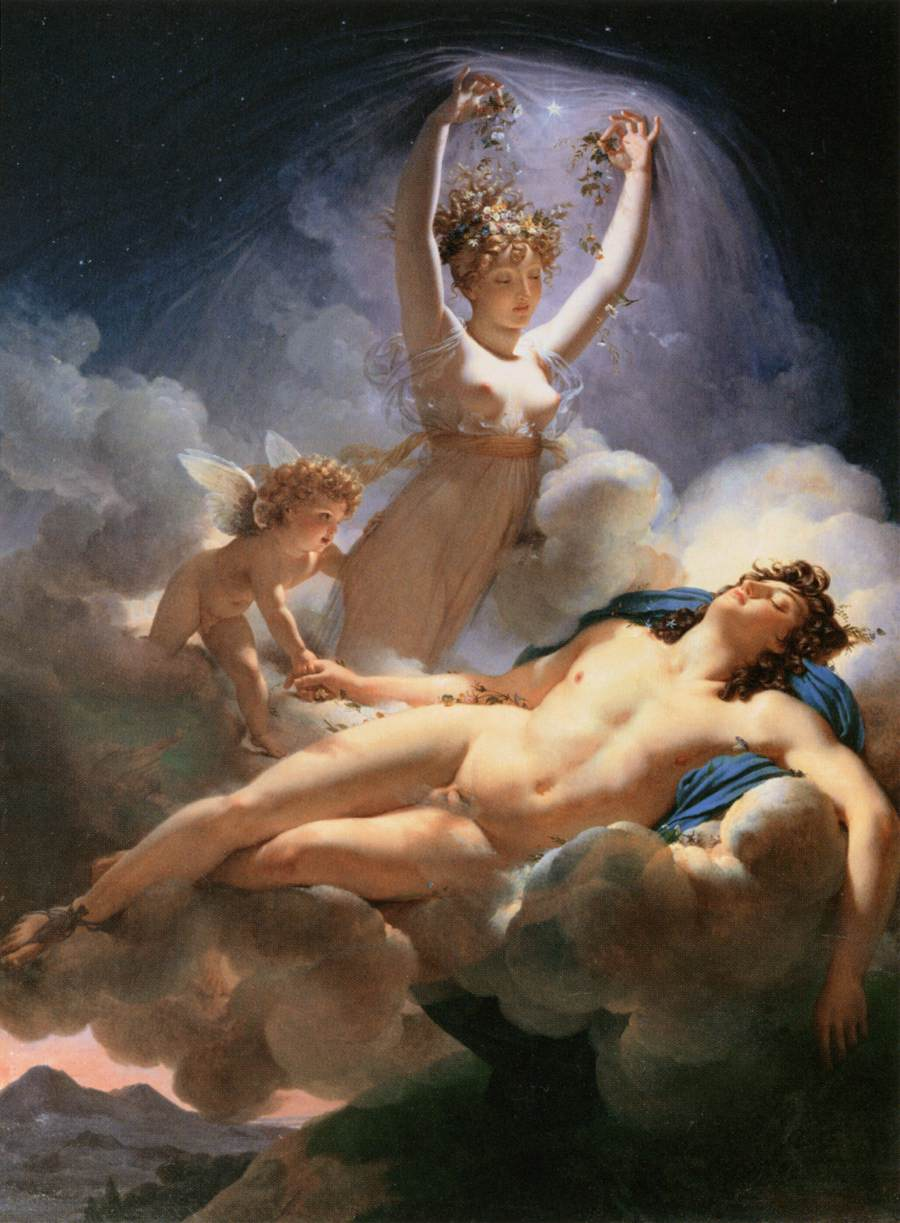
L'Aurora e Cefalo del 1810.

Il dipinto fu commissionato dal principe Nikolaj Borisovič Jusupov (1750-1831) per esser apposto all'interno del suo palazzo di Archangel'skoe come controparte dell'Aurora e Cefalo (ora al Museo Puškin di Mosca), una variante di quella appartenente al conte Giovanni Battista Sommariva oggi esposta al Louvre. Questo dipinto è entrato a far parte del Museo dell'Ermitage dopo la confisca della collezione Jusupov avvenuta nella primavera 1918 a seguito della rivoluzione russa.

## Descrizione
L'opera rappresenta Morfeo, il dio dei sogni, languidamente addormentato con le braccia distese sopra la testa; egli è sorpreso nel sonno da Iride, la messaggera degli Dèi e personificazione dell'arcobaleno, mentre viene accompagnata dal piccolo Eros assiso su una nuvola. I bassorilievi che decorano il letto di Morfeo, nella parte inferiore dell'opera, ritraggono due miti greci: a sinistra il messaggero Ermete che attacca Argo Panopte, addormentato da Morfeo, a guardia della ninfa Io; a destra Era che abbraccia Zeus mentre dorme. La prima scena è ripresa dal primo libro delle Metamorfosi di Publio Ovidio Nasone, la seconda dal quattordicesimo canto dell'Iliade, attribuita a Omero.